# Marvin Mitchell
Marvin Mitchell (Norfolk, 21 ottobre 1984) è un giocatore di football americano statunitense che gioca nel ruolo di linebacker ed è attualmente free agent. Fu scelto nel corso del settimo giro (220º assoluto) del Draft NFL 2012 dai Vikings. Al college ha giocato a football per l'Università del Tennessee.

## Carriera universitaria
Dopo aver terminato gli studi nella Lake Taylor High School, Mitchell accettò la proposta dei Tennessee Volunteers e nel primo anno, nonostante fosse stato inizialmente inserito tra i redshirt (coloro che possono allenarsi con la squadra senza però disputare incontri ufficiali), disputò le ultime 4 partite in programma a causa di diversi infortuni tra i linebacker della squadra. Nel 2003 fu inserito in pianta stabile nel roster e disputò 12 incontri senza mai scendere in campo come titolare, mettendo a segno 20 tackle (di cui 16 da solo) e 1,5 tackle con perdita di yard. Tuttavia a dicembre un infortunio al ginocchio durante l'allenamento lo costrinse a saltare in prima battuta il Peach Bowl (poi perso da Tennessee contro Clemson) e quindi l'intera stagione 2004. Ristabilitosi, tornò a giocare nel 2005 disputando 11 match (di cui 2 da titolare) e collezionando 22 tackle (di cui 20 da solo), 3 tackle con perdita di yard ed 1 fumble forzato. Nell'ultimo anno in forza all'Università del Tennessee, Mitchell fu votato capitano della squadra e prese parte a tutti e 13 gli incontri scelto dall'allenatore sempre come titolare. La sua produzione salì a 104 tackle totali (di cui 77 da solo), 10,5 con perdita di yard, 2 fumble forzati ed 1 intercetto, e a fine anno fu selezionato per prender parte all'Hula Bowl, all-star game collegiale di post-season.

## Carriera professionistica

### New Orleans Saints
Dopo essere stato selezionato dai Saints al 7º giro del Draft NFL 2007, scese in campo in 10 partite, dopo essere stato inizialmente inserito nella squadra d'allenamento e quindi inattivo per 3 match. Siglò il contratto da giocatore del roster il 6 ottobre ed il giorno seguente debuttò contro i Carolina Panthers, mettendo a segno durante tutto l'arco della stagione 9 tackle. Nel 2008 prese parte a 15 partite su 16 di stagione regolare (tutte partendo come riserva), giocando soprattutto con gli special team, saltando solo il match in programma il 30 novembre contro i Tampa Bay Buccaneers e mettendo a segno altri 10 tackle più un fumble recuperato. Nel 2009 prese parte a 14 incontri, saltandone 2 per infortunio al tendine del ginocchio, scendendo in campo come titolare per due volte e mettendo a segno 27 tackle. Mitchell inoltre prese parte a tutti e tre gli incontri di post season disputati dai Saints e nel Super Bowl XLIV, vinto per 31-17 da New Orleans sugli Indianapolis Colts, fu titolare nella difesa schierata secondo lo schema 3-4 e mise a segno 4 tackle e uno special teams stop. Nel 2010, suo ultimo anno in Louisiana, prese parte a tutti e 16 gli incontri di stagione regolare, senza mai essere titolare, mise a segno 43 tackle, 1 sack, 2 fumble recuperati e 2 fumble forzati e fu titolare nell'NFC Wild Card game contro i Seattle Seahawks mettendo a segno un tackle.

### Miami Dolphins
Il 15 agosto 2011 Mitchell firmò con i Dolphins, con i quali giocò l'intera stagione 2011, giocando tutti e 16 i match di stagione regolare, mai da titolare, mettendo a segno 30 tackle, un sack, un intercetto ed un fumble forzato.

### Minnesota Vikings
Il 10 aprile 2012, svincolato dai Dolphins, Mitchell firmò con i Vikings che due anni prima aveva contribuito a sconfiggere in un rocambolesco NFC Championship. Nel primo anno con i Purples prese parte ad 11 partite giocando una sola volta come titolare, e mettendo a segno 10 tackle ed un fumble forzato. L'anno seguente prese parte a tutte e 16 le gare di stagione regolare, di cui 10 da titolare, mettendo a referto 42 tackle ed un passaggio deviato. Divenuto free agent l'11 marzo 2014, a Mitchell non fu proposto un nuovo contratto dai Vikings.

## Palmarès

### Franchigia
- Super Bowl : 1

New Orleans Saints: Super Bowl XLIV
- National Football Conference Championship: 1

New Orleans Saints: 2009

## Statistiche
| Partite totali      | 98  |
| Partite da titolare | 13  |
| Tackle totali       | 171 |
| Sack                | 2   |
| Intercetti          | 1   |
| Fumble forzati      | 4   |

Statistiche aggiornate alla stagione 2014